# Arnould Locard
Pour les articles homonymes, voir Locard.
Étienne Alexandre Arnould Locard, né le 8 décembre 1841 à Lyon où il est mort le 28 octobre 1904 est un naturaliste, malacologiste et géologue français. Il est sans conteste le plus prolifique des malacologistes français de la « Nouvelle École » avec Jules René Bourguignat (1828-1892) son maître. Il décrivit plusieurs centaines d'espèces en particulier dans les moules d'eau douce et les Helix.

## Formation
Fils de l'ingénieur Eugène Locard qui construisit de grands ouvrages lyonnais (chemin de fer Lyon Saint-Étienne, viaducs de la Mulatière et de Perrache, gares de Lyon et de Saint-Étienne, etc.), son fils Edmond Locard (1877-1966) fut un criminologue réputé. Tous deux ont été membres de l'Académie des sciences, belles-lettres et arts de Lyon.
Reçu à l'École centrale des arts et manufactures en 1863, il en ressort, en 1866, avec le titre d'ingénieur. Il reçut plusieurs distinctions comme la grande médaille d'argent de la Sorbonne en 1867 et la médaille d'or de l'Académie de Lyon en 1866.
En 1874, il est promu ingénieur en chef et dirige les hauts-fourneaux Bessemer pour la production de l'acier. Il démissionne de son poste en 1878 et s'installe définitivement à Lyon en tant qu'ingénieur civil.

## Œuvres
Très lié au Muséum d'Histoire naturelle de Lyon et au Dr Louis Lortet (1836-1909) qui le dirigeait, il rédigea un livret très détaillé des objets présentés dans les vitrines du Muséum et intitulé Muséum d'Histoire naturelle de Lyon, Guide aux Collections de Zoologie, Géologie et Minéralogie. Il reclassa durant de nombreuses années les collections de Ange Paulin Terver (1798-1875) et de Gaspard Louis André Michaud (1795-1880) ainsi que les coquilles rapportées des missions au Moyen-Orient par le Dr Lortet qui aboutit à la publication de divers ouvrages Malacologie lyonnaise d'après la collection de Terver et Malacologie des lacs de Tibériade, d'Antioche et d'Homs en Syrie.
Arnould Locard est un véritable homme de musée ; collectant peu lui-même, il étudie et décrit presque exclusivement à partir de matériel institutionnel ou de particuliers. En 1895, il révise la collection conchyliologique de Jacques Philippe Raymond Draparnaud (1772-1804) déposée au Musée impérial et royal d'histoire naturelle de Vienne et publie un Ipsa Draparnaudi Conchylia de près de 200 pages.
En tant que géologue, il s'intéressa à la malacofaune des terrains quaternaires dans les environs de Lyon ainsi qu'aux questions du polymorphisme des espèces et de l'influence des milieux sur les espèces. Néolamarckien convaincu, positiviste, ces considérations lui permettaient de justifier la création d'un grand nombre d'espèces, convaincu comme Jules René Bourguignat que les Mollusques sont les êtres les plus susceptibles d'être influencés par le milieu. Son Prodrome de la Malacologie française est une œuvre considérable qui reconnaît plus de 1 200 espèces et ses Notices conchyliologiques entamées en 1888 comprennent pas moins de 50 volumes.
Il rédigera de nombreux articles concernant la géologie lyonnaise, sur les faunes de mollusques actuels et fossiles, ainsi qu'un nombre important de notices biographiques fort détaillées de plusieurs naturalistes de son époque comme Martial Étienne Mulsant (1797-1880), Gaspard Louis André Michaud, Ange Paulin Terver et rédigea un article historique, les Malacologistes lyonnais.

### Affiliation à des Sociétés savantes
Il devient membre de Société géologique de France en 1863, membre de l'Association française pour l'avancement des sciences en 1873, membre de la Société linnéenne de Lyon en 1881 et président en 1882, membre de l'Académie des sciences, belles-lettres et arts de Lyon à partir de 1879.

### Principaux ouvrages
- 1881-1890. Contributions à la Faune malacologique française. Ann. Soc. linn. Lyon et Ann. Soc. Hist. nat. Agric. Arts utiles Lyon. regroupant 15 mémoires.
- 1884-1887. Matériaux pour servir à l'histoire de la Malacologie française. Bull. Soc. mal. Fr. Paris. regroupant 7 mémoires.
- 1888-1898. Notices conchyliologiques. L'Echange, Revue linnéenne, Lyon. rassemblant 50 mémoires.
- 1866. Monographie géologique du Mont-d'Or lyonnais et de ses dépendances. Lyon. en collaboration avec Albert Falsan
- 1877. Malacologie lyonnaise, ou Description des Mollusques terrestres et aquatiques des environs de Lyon, d'après la collection de M. A.P. Terver. Lyon.
- 1878. Note sur les migrations malacologiques aux environs de Lyon. Lyon.
- 1879. Description de la Faune malacologique des Terrains quaternaires des environs de Lyon. Lyon, 1 pl.
- 1881. Études sur les variations malacologiques d'après la Faune vivante et fossile de la partie centrale du bassin du Rhône. Lyon, 2 vol.
- 1881. Catalogue des Mollusques terrestres et aquatiques du département de l'Ain. Lyon.
- 1882. Prodrome de Malacologie française, ou Catalogue général des Mollusques vivants de France. Lyon.
- 1883. Malacologie des lacs de Tibériade, d'Antioche et d'Homs en Syrie. Lyon, 4 pl.
- 1884. De la valeur des caractères spécifiques en Malacologie. Lyon.
- Arnould Locard, Description des mollusques fossiles des terrains inférieurs de la Tunisie, recueillis en 1885 et 1886 par M. Philippe Thomas, vol. II, Paris, Imprimerie nationale, 1889, 65 p. (lire en ligne)

## Sources
- Anonyme, « Bourguignat Jules-René », Revue biographique de la Société Malacologique de France, vol. 2, 1886.
- Ph. Bouchet, « Mollusques terrestres et aquatiques de France : un nouveau référentiel taxonomique, un nouveau départ, de nouvelles perspectives » in G. Falkner, Th.E. Ripken & M. Falkner, « Mollusques continentaux de France : liste de référence annotée et bibliographie », Patrimoines Naturels 52, 2002, p. 5-20.